# Šibenik
Šibenik (phát âm tiếng Croatia: [ʃîbeniːk] ⓘ) là một thành phố lịch sử nằm ở trung tâm Dalmatia, nơi sông Krka đổ ra biển Adriatic thuộc Croatia. Nó là một trung tâm chính trị, giáo dục, giao thông, công nghiệp và du lịch của hạt Šibenik-Knin và cũng là thành phố lớn thứ ba ở vùng Dalmatia. Tính đến năm 2011, thành phố có 34.302 cư dân, vùng đô thị có 46.332 người.

## Lịch sử

### Tên nguyên
Có nhiều cách hiểu về cách đặt tên Šibenik. Trong cuốn sách thế kỷ 15 De situ Illiriae et civitate Sibenici, Juraj Šižgorić mô tả tên và vị trí của Šibenik. Ông cho rằng tên của thành phố được bao quanh bởi một hàng rào làm bằng šibe (gậy, số ít là šiba).  Một cách hiểu khác được liên hệ với khu rừng qua địa danh học Latinh "Sibinicum", bao phủ một tiểu vùng hẹp trong Šibenik và xung quanh khu vực Pháo đài Thánh Mihovila.

### Lịch sử ban đầu
Không giống như các thành phố khác dọc theo bờ biển Adriatic, được thành lập bởi người Hy Lạp, Illyria hay La Mã, Šibenik được thành lập bởi người Croatia. Các cuộc khai quật lâu đài Thánh Michael đã chứng minh rằng nơi này đã có người sinh sống từ rất lâu trước khi người Croatia thực sự đến. Nó lần đầu tiên được nhắc dến dưới tên gọi hiện tại vào năm 1066 trong một Hiến chương của vua Croatia Petar Krešimir IV và trong một khoảng thời gian, nó là nơi ngự trị của các vị vua Croatia. Vì lý do đó, Šibenik còn được gọi là "Krešimirov grad" (thành phố của Krešimir).
Giữa thế kỷ 11 và 12, Šibenik nằm dưới quyền kiểm soát qua lại giữa Venezia, Byzantium và Hungary. Nó bị chinh phục bởi cộng hòa Venezia vào năm 1116, những người đã nắm giữ nó cho đến năm 1124, khi một thời gian ngắn nó thuộc Byzantine,, sau đó đoạt lại và nắm giữ lại cho đến năm 1133 khi vương quốc Hungary chiếm được nó. Nó đổi chủ giữa các vương quốc trên vài lần nữa cho đến năm 1180.
Šibenik trở thành một thị trấn vào năm 1167 dưới thời trị vì của vua István III, và sau đó trở thành một giáo phận riêng vào năm 1298.

### Dưới thời Venezia và Habsburg
Giống như phần còn lại của Dalmatia, thành phố ban đầu chống lại cộng hòa Venezia nhưng nó đã được tiếp quản sau một cuộc chiến tranh kéo dài ba năm vào năm 1412. Dưới sự cai trị của Venezia, Šibenik đã trở thành trụ sở của cơ quan hải quan và văn phòng hội tiêu dùng muối với việc độc quyền buôn bán mặt hàng này ở Chioggia và toàn bộ vùng biển Adriatic.
Vào tháng 8 năm 1417, chính quyền Venezia lo ngại những người Morlach và Slav từ nội địa sẽ đe dọa an ninh của thành phố. Đế quốc Ottoman bắt đầu đe dọa Šibenik (được gọi là Sebenico) như một phần của cuộc chiến tranh giữa họ với Venezia vào cuối thế kỷ 15, nhưng họ không bao giờ thành công trong việc chinh phục nó. Vào thế kỷ 16, pháo đài Thánh Nikole được xây dựng và sau đó là một loạt các công sự khác của thành phố được xây dựng để phòng thủ gồm pháo đài Thánh John (Tanaja) và Šubićevac (Barone). Trong chiến tranh Crete, những người Morlach bắt đầu định cư Šibenik. Sự sụp đổ của Cộng hòa Venezia năm 1797 khiến Sebenico nằm dưới quyền kiểm soát của Quân chủ Habsburg.
Sau Đại hội Viên cho đến năm 1918, thị trấn một lần nữa trở thành một phần của chế độ quân chủ Áo sau Thỏa hiệp Áo-Hung năm 1867 với việc nó trở thành một trong 13 huyện thuộc Vương quốc Dalmatia. Tên tiếng Ý chỉ được sử dụng cho đến khoảng năm 1871.
Năm 1872 tại Vương quốc Dalmatia, Ante Šupuk trở thành thị trưởng người Croatia đầu tiên của thị trấn được bầu theo chế độ bỏ phiếu phổ thông. Ông là người có công trong quá trình hiện đại hóa thành phố, và đặc biệt được nhớ đến với dự án đèn đường vào năm 1895 được cung cấp điện bởi Nhà máy thủy điện Jaruga thời kỳ đầu. Vào ngày 28 tháng 8 năm 1895, Šibenik trở thành thành phố đầu tiên trên thế giới có đèn đường sử dụng điện xoay chiều.

### Thế kỷ 20

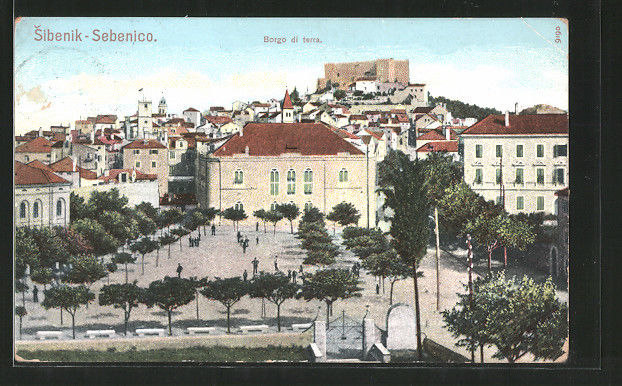
Borgo di Terra (khu vực trên đất liền) của Šibenik năm 1907 - ngày nay là Poljana. Phía trước là Nhà hát Quốc gia và phía sau là Pháo đài Thánh Mihovila.

Trong Chiến tranh thế giới lần thứ nhất, hải quân Áo-Hung đã sử dụng cảng tại đây như một cơ sở hải quân. Các tàu tuần dương và khu trục hạng nhẹ đã thoát khỏi lực lượng quân Đồng minh sau trận chiến tại mũi Rodoni (hay Gargano) trở về đây an toàn, nơi có một số thiết giáp hạm. Sau chiến tranh, Šibenik bị Vương quốc Ý chiếm đóng cho đến ngày 12 tháng 6 năm 1921. Sau hiệp ước Rapallo năm 1920, người Ý từ bỏ yêu sách đối với thành phố và nó trở thành một phần của Vương quốc Serb, Croat và Slovene.
Trong Chiến tranh thế giới lần thứ hai, nó bị phát xít Ý và Đức chiếm đóng. Các đảng viên cộng sản đã giải phóng Šibenik vào ngày 3 tháng 11 năm 1944. Sau chiến tranh, nó trở thành một phần của Cộng hòa Liên bang Xã hội chủ nghĩa Nam Tư cho đến khi Croatia tuyên bố độc lập vào năm 1991.
Trong Chiến tranh giành độc lập Croatia (1991–95), Šibenik đã bị tấn công và chịu tổn hại nặng nề bởi Quân đội Nhân dân Nam Tư và lực lượng bán quân sự Serbia. Mặc dù được trang bị vũ khí thiểu thốn nhưng Quân đội Croatia non trẻ và người dân Šibenik đã cố gắng bảo vệ thành phố. Trận chiến kéo dài trong sáu ngày từ 16 đến 22 tháng 9 thường được gọi là Trận chiến Tháng 9. Các vụ đánh bom đã làm hư hại nhiều tòa nhà và đài tưởng niệm, bao gồm cả mái vòm của Nhà thờ chính tòa Thánh Jacob và nhà hát được xây dựng từ năm 1870. Trong Chiến dịch Bão táp tháng 8 năm 1995, quân đội Croatia đã đánh bại lực lượng Serb và tái chiếm các khu vực bị chiếm đóng. Thành phố sau đó phục hồi và tiếp tục phát triển trở thành trung tâm của hạt Šibenik-Knin. Kể từ đó, các khu vực bị hư hại của thành phố đã được khôi phục lại hoàn toàn.

## Khí hậu
Šibenik có khí hậu Địa Trung Hải với mùa đông ôn hòa, ẩm ướt và mùa hè khô nóng. Tháng 1-2 là khoảng thời gian lạnh nhất trong khi tháng 7-8 là những tháng nóng nhất trong năm. Nhiệt độ tối đa trong tháng 7 dao động quanh mức 30 °C (86 °F)
| Dữ liệu khí hậu của Šibenik                         | Dữ liệu khí hậu của Šibenik | Dữ liệu khí hậu của Šibenik | Dữ liệu khí hậu của Šibenik | Dữ liệu khí hậu của Šibenik | Dữ liệu khí hậu của Šibenik | Dữ liệu khí hậu của Šibenik | Dữ liệu khí hậu của Šibenik | Dữ liệu khí hậu của Šibenik | Dữ liệu khí hậu của Šibenik | Dữ liệu khí hậu của Šibenik | Dữ liệu khí hậu của Šibenik | Dữ liệu khí hậu của Šibenik | Dữ liệu khí hậu của Šibenik |
| Tháng                                               | 1                           | 2                           | 3                           | 4                           | 5                           | 6                           | 7                           | 8                           | 9                           | 10                          | 11                          | 12                          | Năm                         |
| --------------------------------------------------- | --------------------------- | --------------------------- | --------------------------- | --------------------------- | --------------------------- | --------------------------- | --------------------------- | --------------------------- | --------------------------- | --------------------------- | --------------------------- | --------------------------- | --------------------------- |
| Cao kỉ lục °C (°F)                                  | 21.4 (70.5)                 | 22.7 (72.9)                 | 26.2 (79.2)                 | 28.8 (83.8)                 | 34.0 (93.2)                 | 37.6 (99.7)                 | 38.2 (100.8)                | 39.4 (102.9)                | 35.4 (95.7)                 | 30.3 (86.5)                 | 28.4 (83.1)                 | 20.3 (68.5)                 | 39.4 (102.9)                |
| Trung bình ngày °C (°F)                             | 6.8 (44.2)                  | 7.4 (45.3)                  | 10.0 (50.0)                 | 13.6 (56.5)                 | 18.4 (65.1)                 | 22.2 (72.0)                 | 25.0 (77.0)                 | 24.6 (76.3)                 | 20.6 (69.1)                 | 16.3 (61.3)                 | 11.7 (53.1)                 | 8.2 (46.8)                  | 15.4 (59.7)                 |
| Thấp kỉ lục °C (°F)                                 | −10.2 (13.6)                | −11.0 (12.2)                | −7.5 (18.5)                 | −0.5 (31.1)                 | 2.3 (36.1)                  | 8.3 (46.9)                  | 11.6 (52.9)                 | 10.2 (50.4)                 | 6.9 (44.4)                  | 2.1 (35.8)                  | −6.6 (20.1)                 | −8.9 (16.0)                 | −11.0 (12.2)                |
| Lượng Giáng thủy trung bình mm (inches)             | 74.1 (2.92)                 | 60.1 (2.37)                 | 62.0 (2.44)                 | 62.7 (2.47)                 | 49.0 (1.93)                 | 53.0 (2.09)                 | 29.7 (1.17)                 | 44.9 (1.77)                 | 75.5 (2.97)                 | 82.7 (3.26)                 | 112.4 (4.43)                | 95.2 (3.75)                 | 801.3 (31.57)               |
| Số ngày mưa trung bình                              | 10                          | 9                           | 9                           | 10                          | 9                           | 8                           | 5                           | 5                           | 7                           | 9                           | 12                          | 12                          | 105                         |
| Số ngày tuyết rơi trung bình                        | 1                           | 1                           | 0                           | 0                           | 0                           | 0                           | 0                           | 0                           | 0                           | 0                           | 0                           | 1                           | 3                           |
| Số giờ nắng trung bình tháng                        | 128.6                       | 150.6                       | 196.1                       | 222.4                       | 286.3                       | 312.1                       | 358.0                       | 326.0                       | 254.3                       | 199.7                       | 131.0                       | 113.8                       | 2.678,9                     |
| Nguồn: Cục Khí tượng và Thủy văn Quốc gia (Croatia) |                             |                             |                             |                             |                             |                             |                             |                             |                             |                             |                             |                             |                             |

## Điểm tham quan

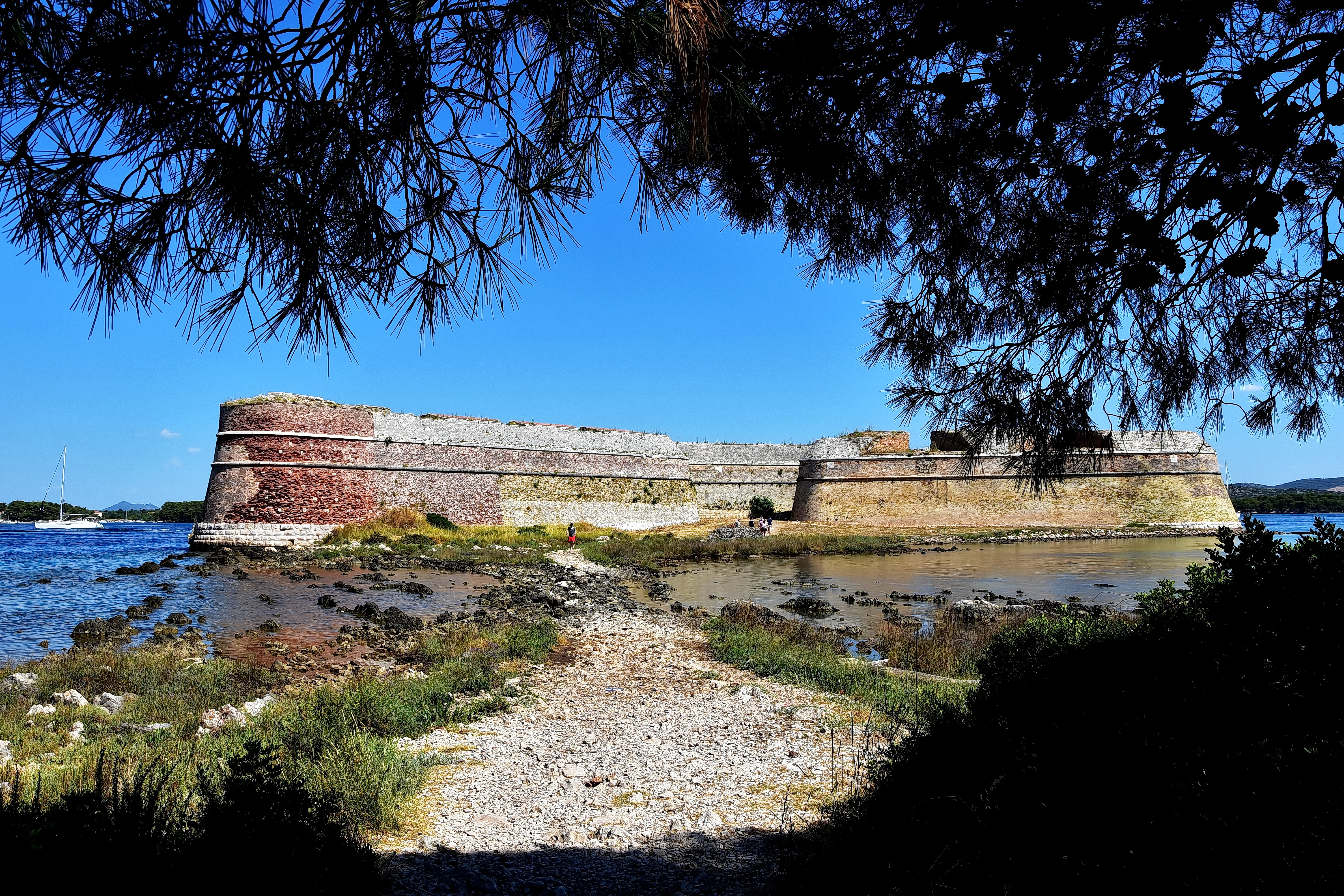
Pháo đài Thánh Nikole

Trung tâm của Šibenik là Nhà thờ chính tòa Thánh Jacob được UNESCO công nhận là Di sản thế giới từ năm 2000. Một số kiến trúc sư kế tiếp đã xây dựng nó hoàn toàn bằng đá từ năm 1431 đến năm 1536, mang cả kiến trúc Phục hưng lẫn Gothic. Các phiến đá ghép vào nhau của mái vòm nhà thờ đã bị hư hại khi thành phố bị pháo kích bởi lực lượng Quân đội Nhân dân Nam Tư vào năm 1991. Những hư hỏng đã được sửa chữa sau đó.
Šibenik có bốn pháo đài, mỗi pháo đài đều có tầm nhìn ra thành phố, biển và các hòn đảo lân cận. Các pháo đài hiện là địa điểm tham quan của khách du lịch. Đáng chú ý nhất là Pháo đài Thánh Nikole (Croatia: Tvrđava sv. Nikole), một pháo đài nằm trên đảo Ljuljevac nằm ở lối vào của Eo biển Thánh Ante (Croatia: Kanal Sveti Ante), đối diện với ngọn hải đăng trên bãi biển Jadrija. Nó đã được UNESCO công nhận là Di sản thế giới vào năm 2017 như là một phần của Công trình phòng thủ của Venezia giữa thế kỷ 16 và 17: Stato da Terra – Tây Stato da Mar. Ngoài ra là ba pháo đài gồm Pháo đài Thánh Mihovila nằm ở trung tâm thành phố, pháo đài Thánh Gioan, và pháo đài Barone.
Cách thành phố khoảng 18 kilômét (11 mi) về phía bắc là Vườn quốc gia Krka. Tương tự như Vườn quốc gia hồ Plitvice, nó cũng được biết đến với nhiều thác nước, hệ động thực vật và các di tích khảo cổ, lịch sử. Trong khi nằm về phía tây của thành phố là quần đảo Kornati bao gồm 150 hòn đảo trong một khu vực biển khoảng 320 km2 (124 dặm vuông Anh) khiến nó là quần đảo có mật độ các đảo dày đặc nhất ở Địa Trung Hải.

## Kinh tế
Šibenik là một trong những hải cảng được bảo vệ tốt nhất trên bờ biển Adriatic và cửa sông Krka của Croatia. Tại đây có thể tiếp nhận những tàu có trọng tải lên đến 50.000 tấn khi độ sâu tại đây lên tới 40 mét.

## Thành phố kết nghĩa
Šibenik kết nghĩa với các thành phố sau:
- Civitanova Marche (since 2002)[19]
- San Benedetto del Tronto
- Kreis Herford
- Voiron[20][21]
- Vukovar (từ năm 2011)
- Pineto (từ năm 2016)
- Razlog (từ năm 2016)
- Veszprém